# 루타 게드민터스
루타 게드민터스(Ruta Gedmintas, 1983년 8월 23일 ~ )는 잉글랜드의 배우이다. 《스푹스 코드 9》, 《튜더스》, 《립 서비스》, 《디어 마이 베이비》 등에 출연하였다.

## 약력
스톡홀름과 버킹엄셔에서 자란 루타 게드민터스의 부모는 잉글랜드로 온 리투아니아 이민자들이다.
루타 게드민터스는 《스푹스 코드 9》에서 여경인 "레이첼 해리스" 역할로 출연하였다. 또한 BBC의 《워킹데드》와 ITV1의 《더빌》에서 조연으로 출연하였다. 그녀가 유명세를 타게 된 역할은 쇼타임의 드라마 《튜더스》의 "엘리자베스 블런트"이다. 2010년 그녀는 독립 영화 《제로섬과 아텔투》 그리고 BBC 3채널의 《립 서비스》에서 "프랭키" 역으로 출연하였다.

## 출연 작품
- 내 어깨 위 고양이, 밥